# Lophoglutus monticola
Lophoglutus monticola là một loài tò vò trong họ Ichneumonidae.